# Manaquí de coroneta groga
El manaquí de coroneta groga (Heterocercus flavivertex) és un ocell de la família dels píprids (Pipridae).

## Hàbitat i distribució
Habita la selva pluvial i vegetació secundària de les terres baixes a l'est de Colòmbia i sud de Veneçuela i nord del Brasil amazònic.